# Skandar Keynes
Pour les articles homonymes, voir Keynes (homonymie).
Skandar Keynes, né à Londres le 5 septembre 1991, est un ancien acteur britannique, devenu aujourd'hui conseiller politique.
Il est principalement connu pour avoir joué dans la série de films Le Monde de Narnia, où il interprétait le rôle d'Edmund Pevensie.

## Biographie

### Famille
Alexander Amin Casper Keynes, dit « Skandar » Keynes, est né le 5 septembre 1991 à Camden, un borough de Londres, dans une famille de scientifiques, d'économistes et d'historiens de renommée, entre autres. Il est le fils de l'écrivain Randal Hume Keynes (né le 29 juillet 1948 à Cambridge), et de Zelfa Cecil Hourani. Il a une sœur aînée, Soumaya Anne Keynes (née en août 1989), qui a été actrice (elle a participé à plusieurs productions de la radio britannique Radio 4) et qui est aujourd'hui économiste à l'Institute for Fiscal Studies.
Du côté de son père Randal Keynes, Skandar Keynes est, entre autres, le petit-fils du physiologiste Richard Keynes (1919-2010), l'arrière-petit-fils du biographe Geoffrey Keynes (1887-1982), l'arrière-arrière-petit-fils de l'économiste John Neville Keynes (1852-1949) et de son épouse Florence Ada Brown (1861-1958), maire de Cambridge, le neveu de l'historien Simon Keynes (1952) et du neuroscientifique Roger Keynes (1951), le cousin de l'écrivain Laura Keynes, le petit-neveu de l'explorateur Quentin Keynes (1921-2003), et l'arrière-arrière-petit-neveu de l'économiste John Maynard Keynes (1883-1946). Il est aussi l'arrière-arrière-arrière-petit-fils du naturaliste Charles Darwin (1809-1882). Il est également l'arrière-petit-fils des médecins et prix Nobel Edgar Douglas Adrian (1889-1977) et Hester Adrian (1899-1966).
Du côté de sa mère Zelfa Hourani, qui est d'ascendance libanaise (la famille Hourani a émigré à Manchester depuis Marjayoun, au sud du Liban), perse et turque, Skandar Keynes est le petit-fils de Cecil Fadlo Hourani, conseiller du président tunisien Habib Bourguiba, et le petit-neveu de l'historien Albert Hourani (1915-1993) et du philosophe George Hourani (1913-1984).

### Carrière d'acteur
Skandar Keynes fait partie de l'Anna Scher Theatre School de 2000 à 2004, puis de la All Boys School (où a aussi étudié Daniel Radcliffe).
Après une première apparition dans un documentaire sur la reine Victoria en 2001, Skandar Keynes, petit pour son âge, obtient à 11 ans son premier rôle à l'écran en jouant Enzo Ferrari âgé de 8 ans dans le téléfilm Ferrari (2003).
En 2005, il auditionne pour le rôle d'Edmund Pevensie (une longue audition où le producteur voit plus de 2000 candidats), l'un des quatre héros du film Le Monde de Narnia : Le Lion, la Sorcière blanche et l'Armoire magique en même temps qu'il auditionne aussi pour le rôle de Simon Brown dans Nanny McPhee, remportant le premier et perdant le second qui sera joué par Thomas Brodie-Sangster. Skandar Keynes ayant la voix qui mue à l'époque, le réalisateur utilise la voix de sa sœur Sumaya Keynes pour plusieurs répliques redoublées du film.
Il reprend ensuite le rôle d'Edmund Pevensie dans Le Monde de Narnia : Le Prince Caspian, sorti en 2008, puis dans Le Monde de Narnia : L'Odyssée du Passeur d'Aurore, sorti en 2010.
En 2014, Skandar Keynes prête sa voix à un projet audio, The Extraordinary Adventures of G.A. Henty: In Freedom's Cause, dans le rôle de Sir Allan Kerr. C'est sa dernière apparition en tant qu'acteur.

### Reconversion
Diplômé en 2014 en arabe et en étude du Moyen-Orient au Pembroke College de Cambridge, où il était entré en 2010, Skandar Keynes annonce en 2016 qu'il ne poursuit plus sa carrière d'acteur. Il est depuis 2015 entré en politique : il est aujourd'hui conseiller parlementaire pour Crispin Blunt, député du Parti conservateur.
En 2014, il a participé à la publication d'un rapport pour le Haut Commissariat des Nations Unies pour les Réfugiés (HCNUR), intitulé Living in the Shadows: Jordan Home Visits Report 2014, traitant du sort des réfugiés syriens en Jordanie où il a voyagé, et qui a connu un écho mondial,.

## Filmographie
- 2001 : Queen Victoria Died in 1901 and is Still Alive Today (documentaire TV) : enfant abandonné
- 2003 : Ferrari (téléfilm) : Enzo Ferrari jeune
- 2005 : Le Monde de Narnia : Le Lion, la Sorcière blanche et l'Armoire magique : Edmund Pevensie
- 2008 : Le Monde de Narnia : Le Prince Caspian : Edmund Pevensie
- 2010 : Le Monde de Narnia : L'Odyssée du Passeur d'Aurore : Edmund Pevensie
- 2014 : The Extraordinary Adventures of G.A. Henty: In Freedom's Cause (drame audio) : Sir Allan Kerr